# Wild Man Fischer
Larry "Wild Man" Fischer, nome d'arte di Lawrence Wayne Fischer (Los Angeles, 6 novembre 1944 – Los Angeles, 16 giugno 2011), è stato un cantante e compositore statunitense.
È conosciuto anche per essere stato responsabile per aver firmato la prima uscita della Rhino Records, Go To Rhino Records (1975).

## Biografia
Fischer fu rinchiuso all'età di sedici anni per aver attaccato sua madre con un coltello. Gli vennero diagnosticati due disordini mentali: una grave paranoica schizofrenia e un disturbo bipolare. In seguito al suo rilascio dall'ospedale, Fischer vagò per Los Angeles cantando per strada le sue canzoni per dieci centesimi. Scoperto da Frank Zappa, con il quale registrò il suo primo album chiamato An Evening with Wild Man Fischer, Fischer divenne il "padrino della musica underground" ("the godfather of the underground music") e Zappa fu responsabile del suo insediamento nel business della musica. Zappa e Fischer rimasero vicino - fino a quando Fischer buttò un vaso contro la figlia di Zappa, Moon Zappa, mancandola di un soffio. A causa di questo fatto, anni dopo, la vedova di Zappa, Gail Zappa, scelse di non pubblicare l'album di Fischer in CD, irritando molti suoi fan.
Negli anni ottanta, Fischer lavorò con i Barnes & Barnes per produrre due suoi album, Pronounced Normal (1981) e Nothing Scary (1984).
Nel 1986, Barnes & Barnes scrissero e produssero anche It's a Hard Business, un duetto fra Fischer e Rosemary Clooney. La canzone era il risultato di una amicizia telefonica che iniziò dopo che Clooney ascoltò la canzone di Fischer Oh, God, Please Send Me a Kid to Love.
Nel 1987 Fischer esibì solo la sua performance East Coast al Mass Colleg of Art.
Fischer è stato collegato con Linda Ronstadt, Tom Waits, Jim Morrison e Janis Joplin, e aveva registrato con Mark Mothersbaugh dei Devo.
Fischer registrò tre album della Rhino.

### Morte
Fischer è morto a Los Angeles il 16 giugno 2011 a causa di un arresto cardiaco.

## Eredità
Nel 1999, la Rhino pubblicò The Fischer King, un pacchetto di due CD contenente cento tracce e un libretto di venti pagine, il quale venne venduto in poche settimane. Fischer apparve anche come guest vocalist con la band Smegma nell'album Sings Popular Songs.
Il 24 ottobre 2004, Fischer apparve al Jimmy Kimmel Live!. Lì cantò Monkey vs. Donkey mentre suonava una chitarra acustica, e infine chiacchierò con il conduttore dello show, dove spiegò cosa significa avere "il valore".
Nel 2005, Josh Rubin e Jeremy Lubin, conosciuti come The Ubin Twinz fecero un documentario su Wild Man Fischer, intitolato Derailroaded: Inside The Mind Of Wild Man Fischer.
Wild Man fece la sua prima apparizione in cinque anni il 26 agosto 2006, al Trunk Space.
È menzionato nel libro Vizio di forma di Thomas Pynchon nel 2009.

## Discografia
- 1968 - An Evening with Wild Man Fischer
- 1978 - Wildmania
- 1981 - Pronounced Normal
- 1984 - Nothing Scary
- 1997 - Wild Man Fischer and Smegma Sing Popoular Songs
- 1999 - The Fischer King